# Anouk Koevermans
Anouk Koevermans (Berkel en Rodenrijs, 2 gennaio 2004) è una tennista olandese.

## Carriera
Anouk Koevermans ha vinto 3 titoli in singolare e 1 titolo in doppio nel circuito ITF in carriera. Il 28 luglio 2025 ha raggiunto il best ranking in singolare raggiungendo la 172ª posizione mondiale, mentre il 15 aprile 2024 ha raggiunto la 737ª posizione in doppio.
Ha fatto il suo debutto nel circuito maggiore al Libéma Open 2023, grazie ad una wildcard per le qualificazioni, sconfitta nel primo turno dall'australiana Priscilla Hon.
Suo padre è Mark Koevermans, ex tennista professionista che è stato al numero 37 delle classifiche mondiali nel singolare e direttore generale della squadra di calcio Feyenoord Rotterdam.
Fa parte della squadra olandese di Fed Cup compiendo il suo debutto nel 2024, dove ha un bilancio complessivo di 2 vittorie e 2 sconfitte.
Il 27 luglio 2025, Anouk raggiunge la prima finale WTA 125 della carriera in singolare agli Internazionali Femminili di Palermo, dove viene sconfitta dalla britannica Francesca Jones con il punteggio di 3-6, 2-6 in 1 ora e 10 minuti di gioco, riuscendo però a sorprendere durante il torneo; con questo risultato, rientra nelle prime 200 della classifica e raggiunge un nuovo best ranking al numero 172.

## Circuito WTA 125

### Singolare

#### Sconfitte (1)
| N. | Data           | Torneo                       | Superficie  | Avversaria in finale | Punteggio |
| 1. | 27 luglio 2025 | Palermo Ladies Open, Palermo | Terra rossa | Francesca Jones      | 3-6, 2-6  |

## Statistiche ITF

### Singolare

#### Vittorie (2)
| Torneo $100.000 (0) |
| Torneo $80.000 (0)  |
| Torneo $60.000 (1)  |
| Torneo $40.000 (1)  |
| Torneo $25.000 (0)  |
| Torneo $15.000 (0)  |

| N. | Data           | Torneo                                               | Superficie  | Avversaria in finale        | Punteggio     |
| 1. | 26 maggio 2024 | Krka Open Otocec, Otočec                             | Terra rossa | Victoria Jiménez Kasintseva | 1-6, 6-4, 7-5 |
| 2. | 3 agosto 2024  | Serena Wines 1881 Acqua Maniva Tennis Cup, Cordenons | Terra rossa | Lucija Ćirić Bagarić        | 7-6(4), 6-2   |

#### Sconfitte (5)
| Torneo $100.000 (0) |
| Torneo $80.000 (0)  |
| Torneo $60.000 (1)  |
| Torneo $40.000 (2)  |
| Torneo $25.000 (0)  |
| Torneo $15.000 (2)  |

| N. | Data             | Torneo                                            | Superficie  | Avversaria in finale | Punteggio        |
| 1. | 4 settembre 2022 | Clean Energy World Tennis Tour, Haren             | Terra rossa | Sina Herrmann        | 5-7, 7-5, 3-6    |
| 2. | 14 maggio 2023   | Kuršumlijska Women's, Kuršumlija                  | Terra rossa | Michaela Lakē        | 1-6, 4-6         |
| 3. | 3 settembre 2023 | SIERS ITF World Tennis Tour Oldenzaal, Oldenzaal  | Terra rossa | Brenda Fruhvirtová   | 5-7, 2-6         |
| 4. | 27 ottobre 2024  | Challenger Banque Nationale de Saguenay, Saguenay | Cemento (i) | Petra Marčinko       | 3-6, 6-4, 6(3)-7 |
| 5. | 10 agosto 2025   | Flanders Ladies Trophy Koksijde, Koksijde         | Terra rossa | Ikumi Yamazaki       | 1-6, 4-6         |

### Doppio

#### Vittorie (1)
| Torneo $100.000 (0) |
| Torneo $80.000 (0)  |
| Torneo $60.000 (0)  |
| Torneo $40.000 (0)  |
| Torneo $25.000 (0)  |
| Torneo $15.000 (1)  |

| N. | Data          | Torneo                      | Superficie | Compagna         | Avversaria in finale            | Punteggio |
| 1. | 11 marzo 2023 | Magic Hotel Tours, Monastir | Cemento    | Marente Sijbesma | Angelica Raggi Jennifer Ruggeri | 6-4, 6-3  |

#### Sconfitte (1)
| Torneo $100.000 (0) |
| Torneo $80.000 (0)  |
| Torneo $60.000 (0)  |
| Torneo $40.000 (0)  |
| Torneo $25.000 (0)  |
| Torneo $15.000 (1)  |

| N. | Data             | Torneo                      | Superficie | Compagna      | Avversaria in finale                    | Punteggio |
| 1. | 20 novembre 2021 | Magic Hotel Tours, Monastir | Cemento    | Lexie Stevens | Gergana Topalova Eliessa Vanlangendonck | 1-6, 2-6  |